# 2012年科技
2012年科學技術領域所發生的一些重要事件。

## 重大獎項
```
诺贝尔獎
```

- 物理学：戴维·瓦恩兰、塞爾日·阿羅什
- 化学：布萊恩·科比爾卡、羅伯特·萊夫科維茨
- 医学：山中伸彌、約翰·格登
- 文学：莫言
- 和平：歐洲聯盟
- 经济学：阿爾文·羅思、勞埃德·沙普利

圖靈獎
- 莎菲·戈德瓦塞尔 [1]